# منطقة حمراء (العراق)
منطقة حمراء، هو مصطلح يتم إطلاقه على المناطق غير الآمنة في العراق، بعد غزو العراق بواسطة الولايات المتحدة، وبريطانيا، وحلفاء أخرين.
وهي تتناقض مع الجزء المحاط بحراسة مشددة، في بغداد، والذي يطلق عليه المنطقة الخضراء. وبما أن المنطقة الخضراء، جزء صغير من بغداد, يتم أطلاق مصطلح المنطقة الحمراء على باقي بغداد.
و قد كتب الصحافي الاميركي ستيفن فنسنت، الذي قتل في البصرة في أغسطس 2005، كتابا بعنوان ”في المنطقة الحمراء: رحلة في روح العراق“ وهو يستند إلي مدونته التي تحمل نفس الاسم.